# Agelasta balteoides
Agelasta balteoides es una especie de escarabajo longicornio del género Agelasta, categorizada en la tribu Mesosini, de la subfamilia Lamiinae. Fue descrita por Breuning en 1961.

## Descripción
Mide 13 mm de longitud.

## Distribución
Se distribuye por Asia: Vietnam.